# Ashoka (Organisation)
Ashoka ist eine amerikanische Non-Profit-Organisation zur Förderung von sozialem Unternehmertum mit Sitz in Arlington County. Ashoka Deutschland hat ihren Sitz in München. 
Die Organisation sucht und fördert in ca. 70 Ländern Sozialunternehmer (Ashoka Fellows).
Die Stipendiaten erhalten finanzielle Unterstützung, Beratung und Anschluss an Netzwerke im sozialen Sektor sowie in Wirtschaft und Wissenschaft.

## Etymologie
Der Name der Organisation (Sanskrit für: ohne Sorge) geht auf den indischen Fürsten Ashoka zurück, der sich im 3. Jahrhundert vor Christus nach Jahren kriegerischer Herrschaft auf dem indischen Subkontinent für Versöhnung, Toleranz, Freiheit und ökonomischen Wohlstand einsetzte.

## Geschichte
Die Organisation wurde 1980 von Bill Drayton in Washington, D.C. gegründet.
Ashoka Fellows sind nach Ansicht der Organisation angehende Sozialunternehmer.
Seit 1980 hat Ashoka rund 3000 angehende Sozialunternehmer in mehr als 93 Ländern als ‚Fellows‘ ausgewählt und gefördert. Manche von ihnen entwickeln ihre Projekte im Laufe der Zeit zu profitablen Unternehmungen, re-investieren ihre Gewinne aber wieder, um das gesellschaftliche Ziel weiter zu verfolgen. Andere bleiben von Spenden und Zuwendungen abhängig, weil sie in Feldern arbeiten, in denen ihr Werk auf dem freien Markt kein finanzielles Einkommen generiert – z. B. beim Kampf gegen Kinderprostitution oder Ausländerfeindlichkeit.
Der bekannteste Ashoka Fellow und zugleich Gründungsmitglied der Global Academy von Ashoka ist Muhammad Yunus. Er und die von ihm gegründete Grameen Bank wurden 2006 für ihr Mikrokredit-Programm mit dem Friedensnobelpreis ausgezeichnet.
Ein weiterer bekannter Fellow ist Jimmy Wales, der Gründer der Wikipedia.

## Geförderte Projekte
Von Ashoka gefördert werden beispielsweise:
- Bildung (334 „Fellows“): Die Entwicklung neuer Lehr- und Lernmethoden sowie neue pädagogische Ansätze sollen unterstützt werden. Dabei sollen neue Schulformen, Lehrpläne und Programme entwickelt werden, die bei Kindern die Fähigkeiten Probleme lösen, Entscheidungen treffen, Verantwortung übernehmen, Teamfähigkeit und Kreativität fördern.
- Teilhabe (375 „Fellows“): Die Meinungen der einzelnen Bürger sollen angehört und eine Kultur der Anteilnahme und gegenseitigen Unterstützung gefördert werden.
- Gesundheit (311 „Fellows“): Der Gesundheitsstandard soll durch die Unterstützung des Gesundheitssystems gesteigert werden, dies soll durch einen besseren Zugang zur medizinischen Basisversorgung und durch Partnerschaften zwischen öffentlichen und privaten Institutionen geschehen.
- Menschenrechte (422 „Fellows“): Innovationen sollen gefördert werden, die den vollen Erhalt der zivilen, politischen und sozialen Rechte sicherstellen.
- Umwelt (258 „Fellows“): Es sollen Lösungen gefunden werden, die die Umwelt schützen und sich zugleich der zugrundeliegenden sozialen Probleme annehmen.
- Wirtschaftliche Entwicklung (411 „Fellows“): Durch den Ausbau der wirtschaftlichen Möglichkeiten, der Steigerung der Durchsetzungsstärke in Tarifverhandlungen und der Entwicklung von neuen Märkten für die ärmere Bevölkerung sollen alle Menschen wirtschaftliche Unabhängigkeit erreichen können.

## Anzahl „Fellows“ nach Kontinenten
Im Jahr 2017 verteilten sich die Unterstützungen auf folgende Regionen:
| Kontinent                    | Fellows | %        |
| ---------------------------- | ------- | -------- |
| Süd- & Mittelamerika         | 960     | ca. 31 % |
| Asien & Australien           | 892     | ca. 29 % |
| Europa                       | 459     | ca. 15 % |
| Afrika                       | 422     | ca. 14 % |
| Nordamerika                  | 268     | ca. 9 %  |
| Mittlerer Osten & Nordafrika | 108     | ca. 3 %  |
| Weltweit                     | 3,109   | 100 %    |

## Theory of Change
Ashoka sieht als seine Handlungsleitlinie zunächst die Suche und Unterstützung von Sozialunternehmern. Als weiteres Arbeitsfeld verfolgt die Aktivierung von Kindern und Jugendlichen das Ziel, selbst sozialen Wandels herbeizuführen und ihre unmittelbare Umgebung zu verändern. Dabei gibt es Jugendliche, die sich selbst bereits als Changemaker erleben und solche, die es zwar sind aber zunächst von außen die Anerkennung als Changemaker brauchen. Eine dritte Gruppe von Jugendlichen ist noch nicht bereit, selbst aktiv zum Wohle aller zu handeln, weil die eigenen Lebensumstände es nicht erlauben. In Projekten wie beispielsweise Hello Europe Youth (HEY) können Jugendliche erleben, dass sie ihr Umfeld positiv beeinflussen und zum Motor ihrer eigenen Entwicklung werden können. So erlernen sie spielerisch auch für ihren weiteren Lebensweg wichtige Fähigkeiten (z. B. Kommunikation, Führung, Teaming, Projektmanagement etc.). Diese Erfahrungen helfen ihnen zukünftig, schwierige Situationen nicht als ausweglose Probleme, sondern als Herausforderungen zu begreifen und aktiv zu agieren, statt passiv zu reagieren.
Die Organisation unterstützt ca. 3.000 kleine, soziale Unternehmungen von Jugendlichen in 17 Ländern. Die jungen Changemaker werden mit Gleichaltrigen rund um die Welt über die internationale Online-Community vernetzt.